# 青年震盪
青年震盪或譯為青年動亂、青年震撼（Youthquake）是指年輕人的行為或影響力引起政治或社會文化，并產生重大變化。這一個詞最早出現在1965年，由《時尚》雜誌的編輯黛安娜·佛里蘭所创造。根據牛津詞典的資料庫統計，這個字在2017年的使用次數比2016年多出4倍，每個月使用的次數高達1.5億次。

## 歷史
青年震盪一詞最早出現在1965年，《時尚》雜誌的編輯黛安娜·佛里蘭使用「Youth」和「Quake」的合成詞「Youthquake」來表示第二次世界大戰之後青少年用自己的行動對音樂、時尚等文化界的影響（例如搖擺倫敦）。在第二次世界大戰之後，由于嬰兒潮，生育率上升導致年輕人口比例提高。青年震盪運動发生时，第二次世界大戰後嬰兒潮已成长为青少年，青年震荡运动也成为一個強調新時代和青少年文化的現象。
青年时代孕育着时代青年。……更多的夢想家、更多的实干家。
此時。此刻。1965年「青年震盪」。——黛安娜·佛里蘭
根據《牛津詞典》英語語料庫過去一年的分析，在6月份關於英國議會選舉的報導中，「青年震盪」的使用量首次飆升，當時年輕投票者數量的大幅上升打擊了保守黨，之後擴散到紐西蘭、澳洲和美國等地的政治評論中。
牛津詞典於2017年末宣布青年震盪（Youthquake）击败了其他的候選字「反法西斯」（Antifa）、「玻璃心男子」（broflake）、「黑材料」（kompromat）、「脆弱」（fragility）和「奶昔鴨」（Milkshake Duck），成為2017年年度热词。牛津詞典新詞彙項目的負責人凱瑟琳·康納·馬丁（Katherine Connor Martin）表示，選擇這個詞彙不僅考量使用頻率，也考量社會及政治議題的時代變遷，青年震盪這個詞彙能從嬰兒潮之後給予時尚的變革延伸到政治用語中是因為因為千禧一代取代了嬰兒潮一代，「青年震盪」像是一個「充滿希望的音符」。
牛津詞典負責人卡斯帕·格拉斯沃爾（Casper Grathwohl）表示「青年震盪」是少有的聽起來充滿希望的政治詞彙，该詞使用量的增加象徵青少年對政治的影響力与日俱增。《衛報》表示此詞反映了青年選民的「政治覺醒」。

### 註解
1. ↑  原文：The year's in its youth, the youth in its year. … More dreamers. More doers. Here. Now. Youthquake 1965.

### 資料來源
1. ↑  . 華視新聞網.   [2018-02-07]. （原始内容存档于2018-10-13） （中文（繁體））.
2. 1 2  . CNA. 2017-12-15  [2018-02-07]. （原始内容存档于2018-02-08） （中文）.
3. 1 2 3 4  . Oxford Dictionaries.   [2018-02-06]. （原始内容存档于2019-06-06）.
4. ↑  . 地球圖輯隊. 2017-12-19  [2018-02-06]. （原始内容存档于2020-10-25） （中文（臺灣））.
5. 1 2 3  Schuessler, Jennifer. . The New York Times. 2017-12-14  [2018-02-07]. （原始内容存档于2018-02-08）.
6. ↑  Brown, Mick. . 2012-05-29  [2018-02-07]. （原始内容存档于2021-05-12）.
7. ↑  . Oxford Dictionaries.   [2018-02-07]. （原始内容存档于2019-05-21） （英语）.
8. ↑  . cheer.   [2018-02-07]. （原始内容存档于2018-02-08） （中文）.
9. ↑  . 2018-01-29  [2018-02-07]. （原始内容存档于2020-11-29） （意大利语）.
10. ↑  Travis, Alan. . the Guardian. 2018-01-29  [2018-02-07]. （原始内容存档于2020-11-25） （英语）.